# 弗雷斯布什 (紐約州)
弗雷斯布什（英語：Freysburg）是位於美國紐約州蒙哥馬利縣的非建制地區。

## 歷史
弗雷斯布什的郵局於1824年設立，其後於1905年停運。

## 地理
弗雷斯布什所處的海拔為高於海平面210米（即689英呎），而該地所採用的時區為UTC-5，即北美东部时区（EST）。同時該地設有夏令時間，為UTC-5調快一小時，即UTC-4（EDT）。